# Порлеца
Порлѐца (на италиански и на ломбардски: Porlezza) е малко градче и община в Северна Италия, провинция Комо, регион Ломбардия. Разположено е на 275 m надморска височина, на североизточния бряг на езеро Лаго ди Лугано. Населението на общината е 4976 души (към 2018 г.).